# Нибо (гора, Юта)
Нибо — горная вершина на хребте Уосатч, расположенная в штате Юта, США. Высота горы — 3637 метров.
Названа в честь библейской горы Нево, с которой, согласно священным писаниям, Господь показал Моисею всю Землю обетованную.
Гора Нибо имеет две вершины. Северная достигает высоты 3637 метров, а южная — 3622 метров. Гора частично или полностью покрыта снегом с середины октября до июля. Нибо находится на территории национального леса Юинта.
Первое альпинистское восхождение на гору было совершено в 1869 году.